# Key (piosenkarz)
Key (kor. 키; ur. 23 września 1991 w Daegu), właśc. Kim Ki-bum – południowokoreański piosenkarz, tancerz, raper i aktor oraz członek grupy SHINee należącego do wytwórni SM Entertainment, a także duetu Toheart.

## Życiorys

### Do 2011: Wczesne życie i początki kariery
Key urodził się 23 września 1991 roku w Daegu, w Korei Południowej. W wieku 14 lat reprezentował gimnazjum Yeong Shin w swoim rodzinnym mieście jako narciarz wodny rywalizując w zawodach narciarstwa wodnego. Key ukończył liceum Daegu Youngshin High School w marcu 2010 roku.
W 2006 roku dołączył do SM Entertainment po udanym przesłuchaniu na castingu „2006 S.M. National Tour Audition Casting”. Rok później pojawił się jako tancerz w tle w filmie Attack on the Pin-Up Boys u boku Super Junior.
W 2008 roku został wybrany jako członek grupy SHINee. Zespół wydał swój pierwszy minialbum, Replay 22 maja tego roku, debiutując na 10 miejscu i osiągając najwyższą 8 pozycję na liście przebojów. Pierwsza telewizyjna prezentacja grupy miała miejsce 25 maja 2008 roku w programie Inkigayo.
Niedługo po debiucie Key pojawił się w takich programach telewizyjnych, jak Idol Maknae Rebellion jako gość wraz z jego kolegami z grupy SHINee, Taeminem, Onew i Jonghyunem (dwa odcinki). Key był również częścią obsady programu Raising Idol razem z Dongho z U-KISS i Thunderem z MBLAQ. Ponadto Key pojawił się w solowym występie Xiaha, „Xiahtic”, na koncercie TVXQ 2009: The 3rd Asia Tour Mirotic in Seoul. W 2010 roku wystąpił w utworze „Healing” (kor. 치유 (Healing)) z minialbumu Trax Mini Album Volume 1 oraz w utworze Girls’ Generation „Hwaseongin Virus (Boys & Girls)” (kor. 화성인 바이러스 (Boys & Girls)) z drugiego albumu Oh!. W 2011 roku Key współpracował z Leeteukiem z Super Junior w utworze „Bravo” do serialu Salaryman chohanji. Brał także udział w nagraniu utworu EXO „Two Moons” z ich debiutanckiego minialbumu MAMA oraz w piosence BoA-y „One Dream” użytej jako piosenka przewodnia programu K-pop Star z kolegą z wytwórni Henrym z Super Junior-M.

### 2012–2015: Debiut teatralny i Toheart

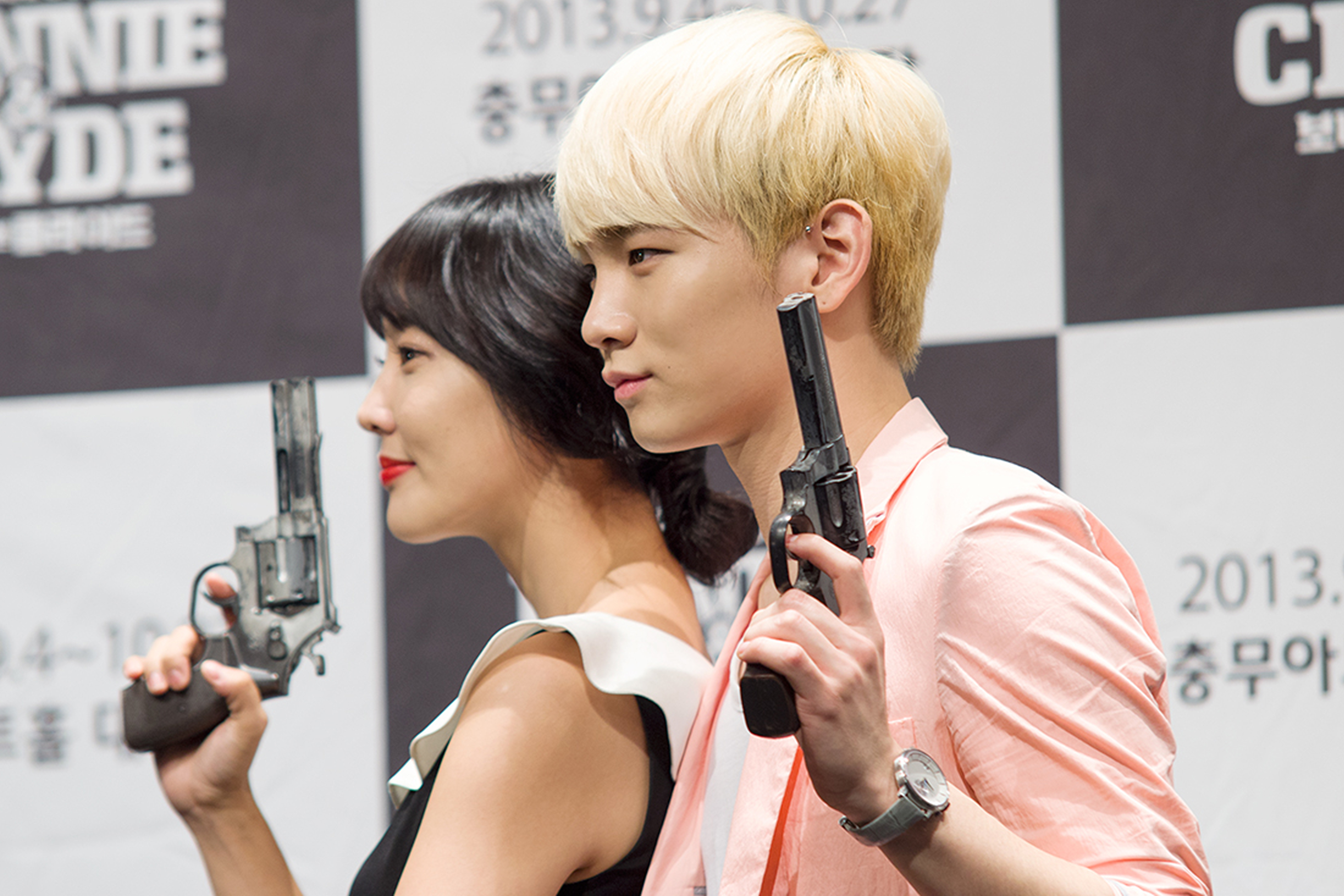
Key i Dana podczas konferencji prasowej Bonnie & Clyde w 2013

W 2012 roku Key został obsadzony w roli Franka Abagnale, na zmianę z Um Ki-joonem, Kim Jeong-hoonem, Park Gwang-hyunem i Kyuhyunem (z Super Junior), grając u boku Sunny (Girls’ Generation) i Dany (The Grace), w koreańskiej wersji broadwayowskiego musicalu Catch Me If You Can. Musical był wystawiany od 28 marca do 10 czerwca w Blue Square, Samsung Card Hall, w Hannam-dong w Seulu. 24 października 2012 roku ogłoszono, że Key ponownie zagra w Catch Me If You Can. Produkcja była wystawiana 14 grudnia 2012 roku i trwała do 9 lutego 2013 roku w Opera House, w Seongnam Arts Center. Key pojawił się także w sitcomie SBS Salamander Guru and The Shadows.
18 lipca 2013 roku ogłoszono, że Key zostanie obsadzony jako Clyde w koreańskiej produkcji broadwayowskiego musicalu Bonnie & Clyde, u boku Kim Min-jonga, Um Ki-joona, Dany (z CSJH The Grace) oraz Hyungsika (z ZE:A). Spektakl wystawiany był w Chungmu Art Hall w Seulu, od 4 września do 27 października 2013 roku. Niedługo potem, 22 października, został obsadzony w innej koreańskiej adaptacji broadwayowskiego musicalu Trzej muszkieterowie jako D’Artagnan.

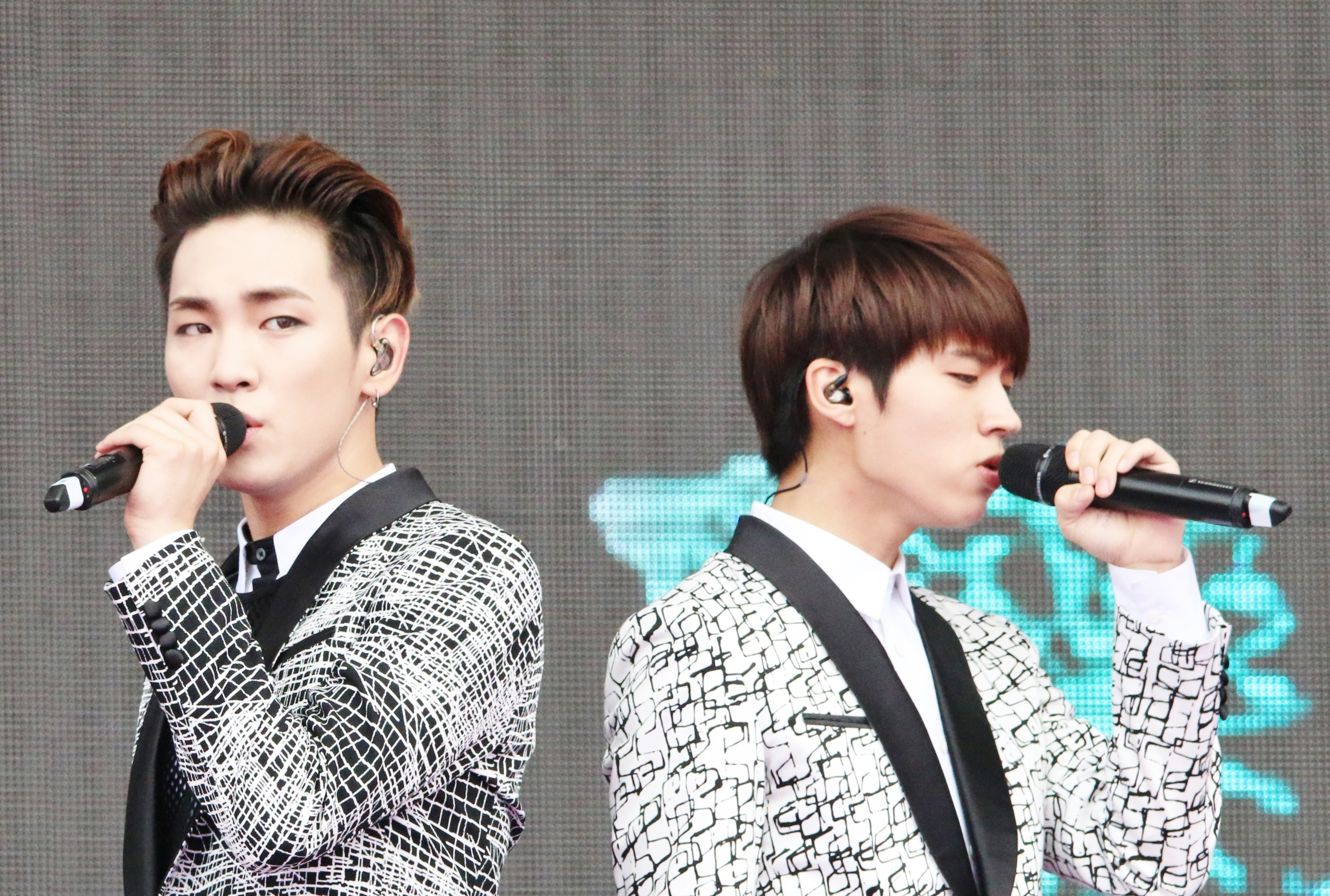
Toheart podczas 2014 Hong Kong Dome Festival

W 2014 roku Key utworzył duet Toheart z Woohyunem z Infinite, kolaborację między SM Entertainment i Woollim Entertainment. Zdaniem członków stworzenie duetu było ich pomysłem, ponieważ są bliskimi przyjaciółmi, ale początkowo myśleli o sesjach zdjęciowych i podobnej aktywności zamiast o współpracy muzycznej. Duet został dobrze przyjęty, zdobywając nagrodę za popularność podczas 29. Golden Disc Awards. Jeff Benjamin z Billboardu pochwalił wokale duetu, a także choreografię i charyzmę prezentowaną na ekranie. W 2015 roku Key zagrał główną rolę w musicalu Zorro, dzieląc tytułową rolę z piosenkarzem Wheesungiem i Yoseobem (z Beast). Zorro był wystawiany od 27 sierpnia do 26 października w Chungmu Art Hall w Seulu. Key wystąpił w programie rozrywkowym stacji MBC We Got Married Global Edition; był partnerem Arisy Yagi, japońskiej modelki.
W marcu 2015 roku Key i Jungshin z CNBLUE zostali głównymi prezenterami M Countdown. W tym samym roku Key nawiązał współpracę z AXODUS, duetem założonym przez Dona Spike’a i DJ–a Hanmina. Key zaśpiewał w utworze „Hold On”, a 25 lipca 2015 roku dali specjalną prezentację podczas Ansan Valley Rock Festival. W lipcu 2015 roku Key ogłosił, że został częścią obsady musicalu In the Heights, który został również zaprezentowany z japońskimi napisami w Kanagawa Arts Theatre w Yokohamie w 2016 roku. Key zagrał jako Byeong Gu w sztuce Save the Green Planet! (kor. 지구를 지켜라! Jigureul jikyeora!), opartej na filmie z 2003 roku o tym samym tytule. Prowadził także swój własny program internetowy Key’s Know How, wyprodukowany przez Mnet.

### Od 2016: Debiut aktorski
We wrześniu 2016 roku Key zadebiutował jako aktor w serialu tvN Honsunnamnyeo, który był emitowany od 5 września do 25 października. Mimo że była to jego pierwsza rola aktorska, jego gra została dobrze przyjęta przez zespół produkcyjny.
W kwietniu 2017 roku Key został ogłoszony jako jeden z głównych bohaterów nowego serialu MBC Pasuggun. W serialu Key wcielił się w rolę Gong Kyung-soo, skatera i hakera. Otrzymał pozytywne recenzje za swoje umiejętności aktorskie. Otrzymał nagrodę dla najlepszego aktora za tę rolę podczas gali Grimae Awards 2017.
W 2018 roku Key pojawił się w remixie singla „If You’re Over Me” zespołu Years & Years wydanym 6 lipca 2018 roku. Key zaśpiewał w języku koreańskim i angielskim do oryginalnej melodii razem z brytyjskim trio. Oryginalne koreańskie wersy zostały napisane przez samego piosenkarza.

## Dyskografia

### Solo
Albumy studyjne
- Face (2018)
- I Wanna Be (2019, repackage)
- Gasoline (2022, kor.)
- Killer (2023, repackage)

Minialbumy
- Hologram (2018, jap.)
- Bad Love (2021, kor.)
- Good & Great (2023, kor.)
- Pleasure Shop (2024, kor.)

### Piosenki
Featured
| Rok  | Tytuł                                                 | Uwagi                              |
| ---- | ----------------------------------------------------- | ---------------------------------- |
| 2010 | „Healing” (TRAX feat. Key)                            | Trax Mini Album Volume 1           |
| 2010 | „Boys & Girls” (Girls’ Generation feat. Key)          | Oh!                                |
| 2010 | „Barbie Girl” (Jessica Jung feat. Key)                | 1st Asia Tour „Into The New World” |
| 2012 | „One Dream” (BoA feat. Henry Lau and Key)             | Only One                           |
| 2012 | „Two Moons” (EXO feat. Key)                           | Mama                               |
| 2015 | „Hold On” (Axodus feat. Key)                          | –                                  |
| 2018 | „If You’re Over Me” (Remix) (Years & Years feat. Key) | Palo Santo                         |

## Filmografia

### Filmy
| Rok  | Tytuł                 | Rola         |
| ---- | --------------------- | ------------ |
| 2019 | Ppaengban (kor. 뺑반) | Han Dong-soo |

### Seriale
| Rok  | Tytuł                           | Rola                         | Stacja telewizyjna |
| ---- | ------------------------------- | ---------------------------- | ------------------ |
| 2011 | Moon Night 90                   | Lee Hyun-do                  | Mnet               |
| 2012 | Salamander Guru and The Shadows | cameo                        | SBS                |
| 2016 | Honsulnamnyeo                   | Kim Ki-bum                   | tvN                |
| 2017 | Pasuggun                        | Gong Kyung-soo (główna rola) | MBC                |

### Programy rewiowe
| Rok     | Tytuł                         | Uwaga                      | Stacja telewizyjna |
| ------- | ----------------------------- | -------------------------- | ------------------ |
| 2014    | Star Gazing                   |                            | MBC                |
| 2014    | We Got Married Global Edition | Razem z Arisą Yagi         | MBC                |
| 2014    | Crime Scene                   | gościnnie (odc. 9)         | JTBC               |
| 2015    | Sistar Showtime               | gościnnie                  | MBC                |
| 2015–17 | M Countdown                   | prowadzący                 | Mnet               |
| 2017    | Master Key                    | gościnnie (odc. 4, 5, 7-9) | SBS                |
| 2018    | Amazing Saturday              | obsada                     | tvN                |
| 2018    | Breakers                      | prowadzący                 | Mnet               |

### Produkcje sceniczne
| Data                                                            | Tytuł                  | Rola                  | Uwaga          |
| --------------------------------------------------------------- | ---------------------- | --------------------- | -------------- |
| 28 marca 2012 – 10 czerwca 2012 14 grudnia 2012 – 9 lutego 2013 | Catch Me If You Can    | Frank Abagnale, Jr.   | wer. koreańska |
| 4 września 2013 – 27 października 2013                          | Bonnie and Clyde       | Clyde Chestnut Barrow | wer. koreańska |
| 3 grudnia 2013 – 2 lutego 2014                                  | Trzej muszkieterowie   | D’Artagnan            | wer. koreańska |
| 27 sierpnia 2014 – 26 października 2014                         | Zorro                  | Zorro                 | wer. koreańska |
| 14 stycznia 2015                                                | School Oz              | David                 |                |
| 19 czerwca 2015 – 19 lipca 2015                                 | Chess                  | Anatolij              | wer. koreańska |
| 2015–16                                                         | In the Heights         | Usnavi                | wer. koreańska |
| 2016–17                                                         | Save the Green Planet! | Byeong Gu             | wer. koreańska |